# Liparische Inseln
Die Liparischen Inseln, auch Äolischen Inseln genannt (italienisch Isole Lipari oder Isole Eolie), sind eine Inselgruppe im Tyrrhenischen Meer nördlich von Sizilien. Zur Inselgruppe mit einer Gesamtfläche von 115,4 km² zählen sieben bewohnte Inseln mit etwa 13.768 Einwohnern (Stand: 31. Dezember 2009), die zur italienischen Region Sizilien gehören.
Die Inseln sind vulkanischen Ursprungs und wurden 2000 von der UNESCO zum Weltnaturerbe erklärt mit der Begründung, „dass die vulkanischen Landschaften der Inseln klassische Gegenstände der fortdauernden Untersuchung der Vulkanologie weltweit darstellen. Durch ihre wissenschaftliche Erforschung zumindest vom 18. Jahrhundert an haben die Inseln den Lehrbüchern der Geologie und Vulkanologie zwei Arten von Eruptionen (Vulcano-Typ und Stromboli-Typ) geliefert und so für mehr als 200 Jahre eine wichtige Rolle bei der Ausbildung aller Geowissenschaftler gespielt. Sie bieten weiter ein reiches Feld für vulkanologische Untersuchungen fortdauernder geologischer Prozesse bei der Bildung von Landschaften.“

## Geografie

### Lage

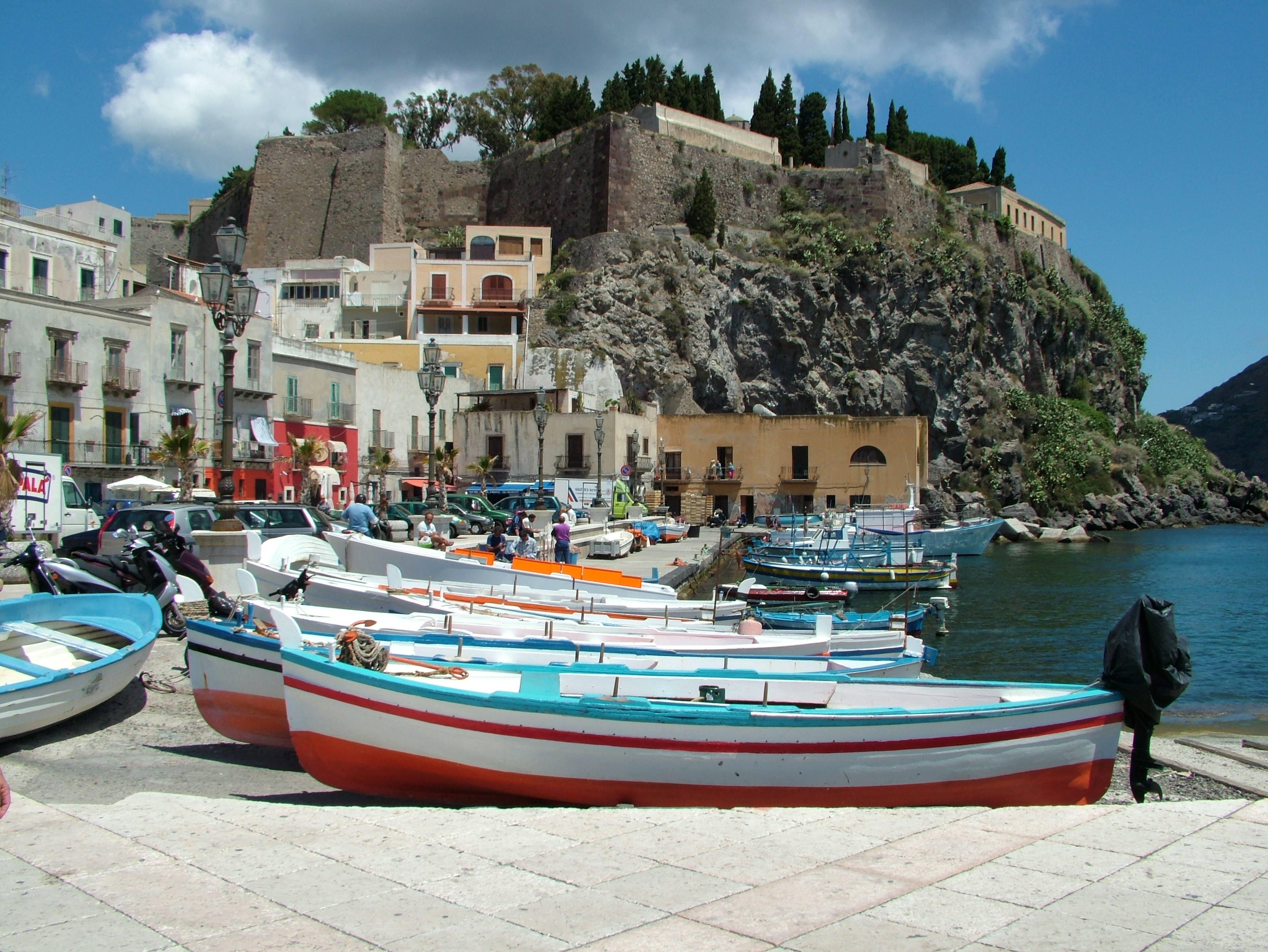
Hafen und Burgberg von Lipari

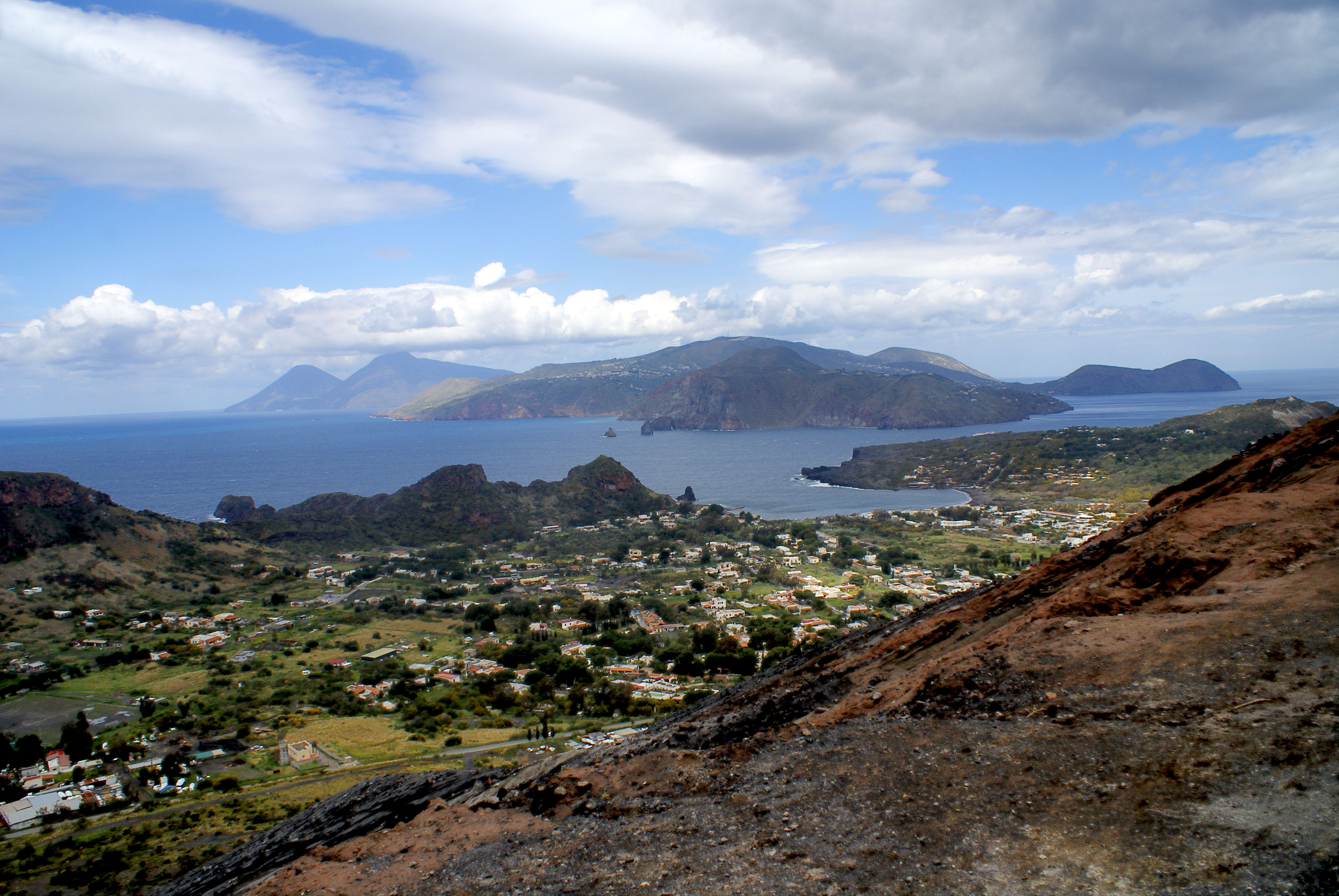
Blick von Vulcano auf Lipari und Salina

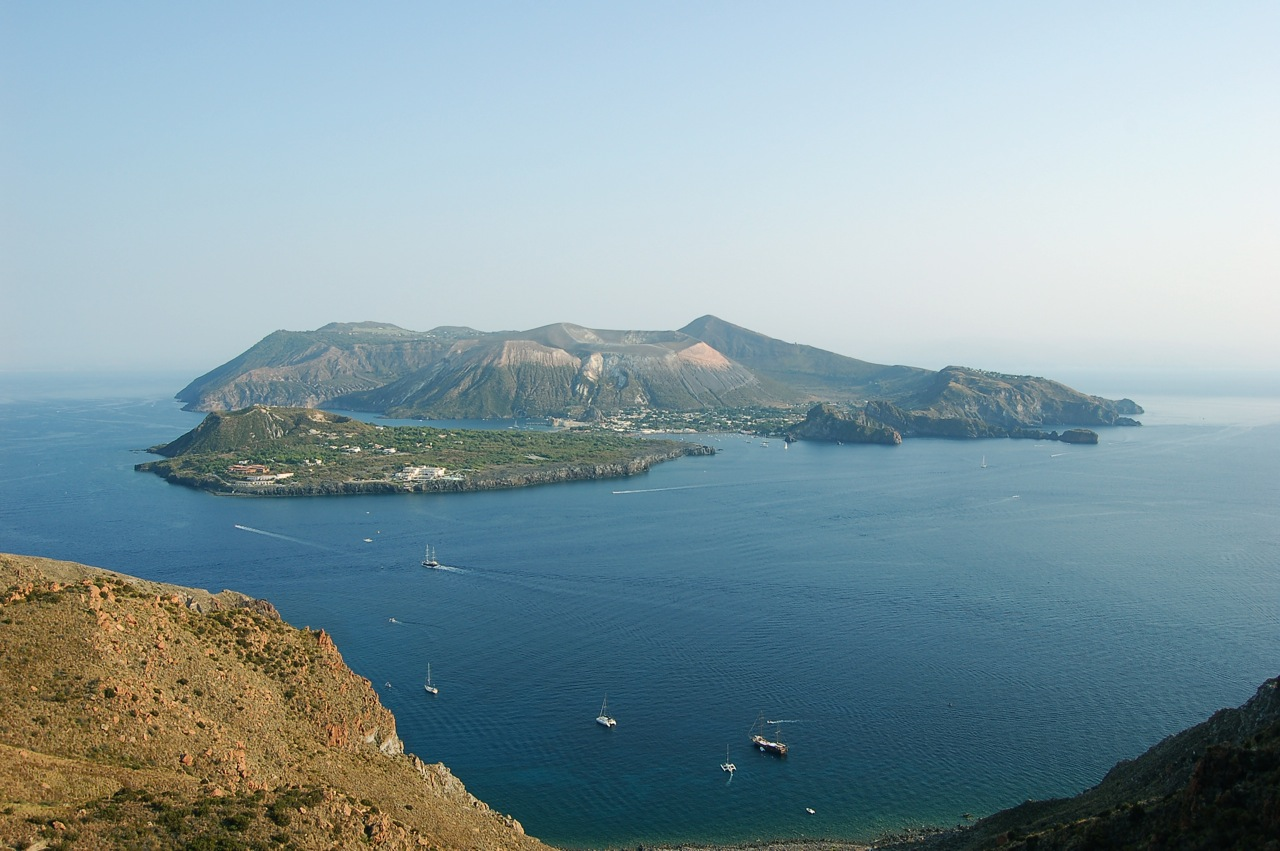
Blick von Lipari auf Vulcano und den Vulcanello

Die Liparischen Inseln liegen zwischen 30 km und 80 km vor der Nordküste Siziliens im Tyrrhenischen Meer. Der sizilianischen Küste am nächsten ist Vulcano. Nördlich folgen Lipari und Salina, westlich davon Filicudi und Alicudi, nordöstlich Panarea und Stromboli. Zu den sieben bewohnten Inseln kommen noch eine Reihe kleinerer, unbewohnter Inseln und Felsklippen hinzu wie z. B. Basiluzzo und Strombolicchio.

### Die sieben Inseln
Die größte Insel mit 37,5 km² ist Lipari, gefolgt von Salina (26,8 km²), Vulcano (21,2 km²), Stromboli (12,6 km²), Filicudi (9,5 km²) und Alicudi (5,2 km²). Die kleinste Insel mit 3,4 km² ist Panarea. Die höchste Erhebung der Liparischen Inseln ist der Monte Fossa delle Felci auf Salina, der eine Höhe von 962 m erreicht.

### Geologie

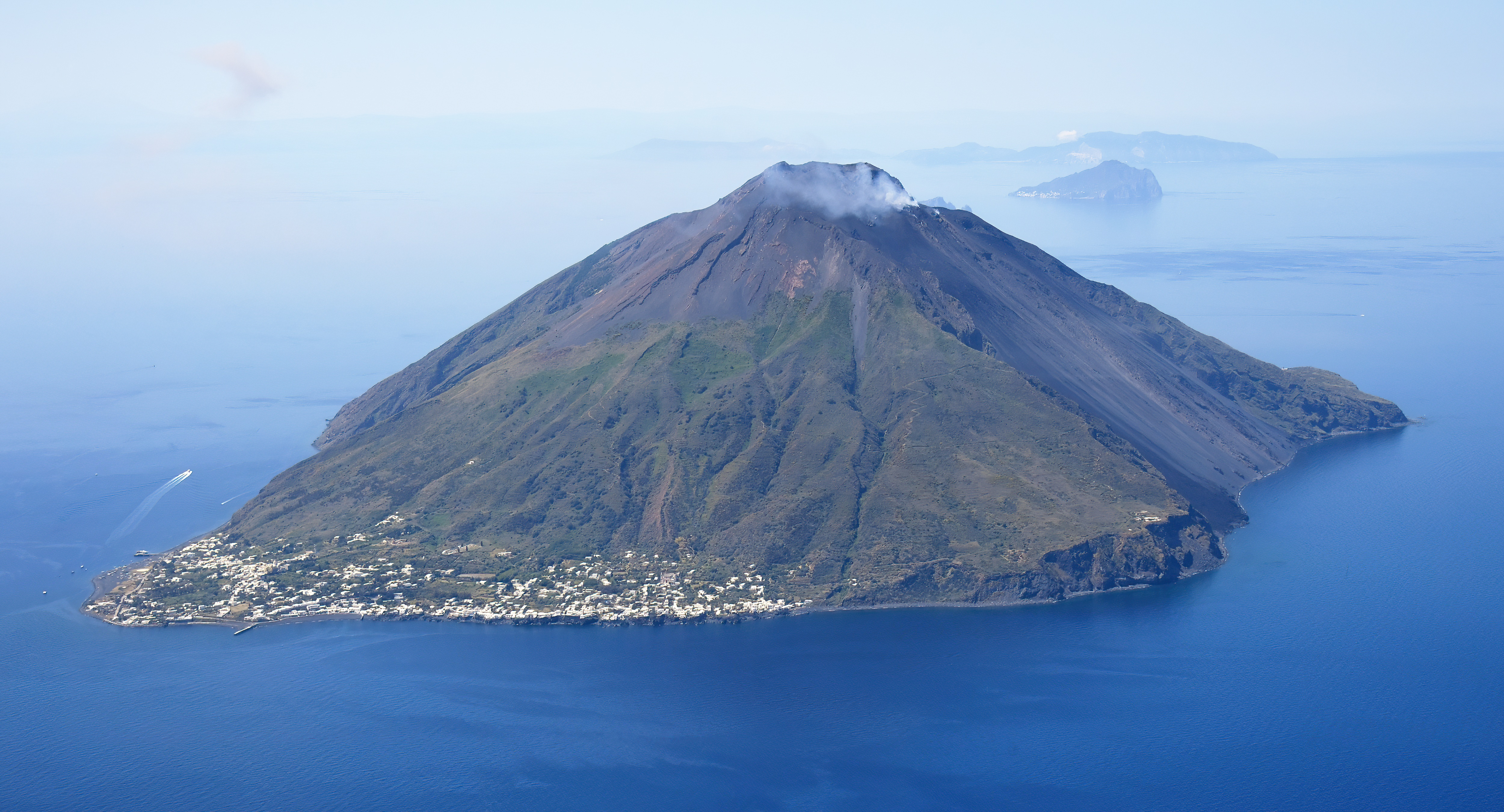
Stromboli

Die Inseln sind vulkanischen Ursprungs. Sie tauchten in drei Phasen aus dem Meer auf und gehören zu einer Vulkankette, die sich vom Vesuv bis zum Ätna erstreckt. Zunächst entstand Filicudi, dann die Inseln Panarea, Salina und Teile von Lipari, zuletzt Alicudi. In einer zweiten Phase wurden weitere Teile dieser Inseln gebildet. In einer dritten Phase folgten Vulcano und Stromboli. Der Ursprung für den Vulkanismus der Liparischen Inseln ist die Subduktion des nördlichen Randes der afrikanischen Platte unter die apulische Platte.
Heute ist der Vulkan Stromboli auf der gleichnamigen Insel der einzig ständig tätige Vulkan Europas. Der Vulkan Grande Fossa auf der Insel Vulcano ist schlummernd und nur leicht aktiv und damit sicher der gefährlichste Vulkan der Region.
Auf den Inseln befinden sich reiche Vorkommen an Schwefel, Bimsstein und Kaolin. Die Basaltröhren zeigen den vulkanischen Ursprung.

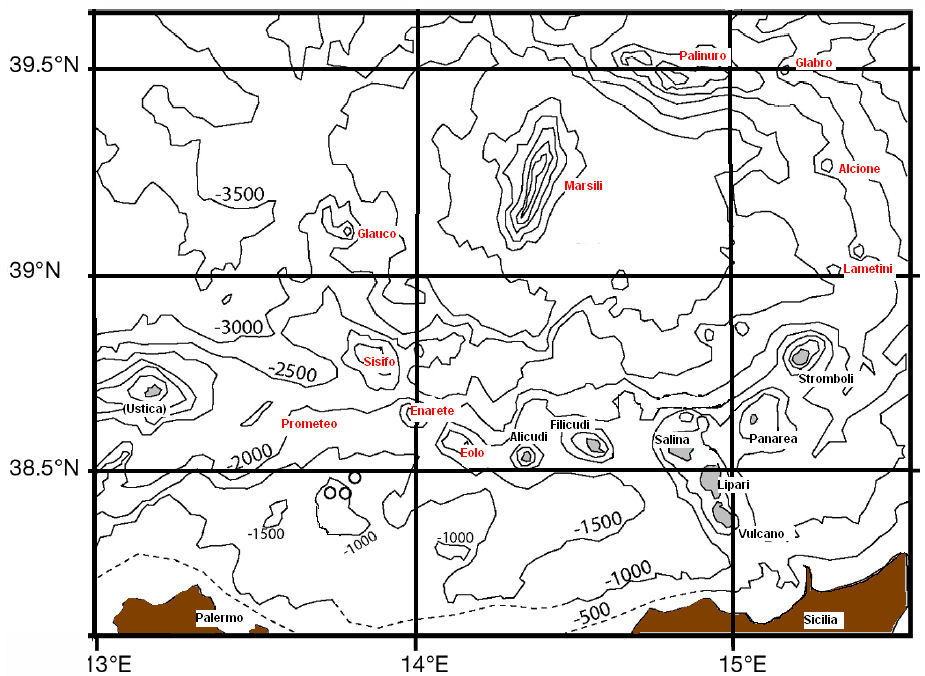
Diagramm der Wassertiefen im Äolischen Bogen

### Klima
Auf den Liparischen Inseln herrscht Mittelmeerklima, das an den Küsten in etwa den Klimadaten von Messina entspricht.
Die durchschnittliche Lufttemperatur liegt im Januar bei 13 °C, im Mai und Oktober bei 20 °C und im Juli bei 28 °C. Auf den Bergen ist es bis zu 10 °C kühler als an den Küsten. Die Wassertemperaturen schwanken zwischen 15 °C im Winter und 26 °C im Sommer.
Die durchschnittliche Niederschlagsmenge mit 600 mm pro Jahr ist geringer als in Messina, mehr als zwei Drittel davon fallen im Herbst und Winter. Zu den vorherrschenden Winden gehören der eher kühle Maestrale aus dem Nordwesten und der trockene, heiße Scirocco aus dem Südosten.

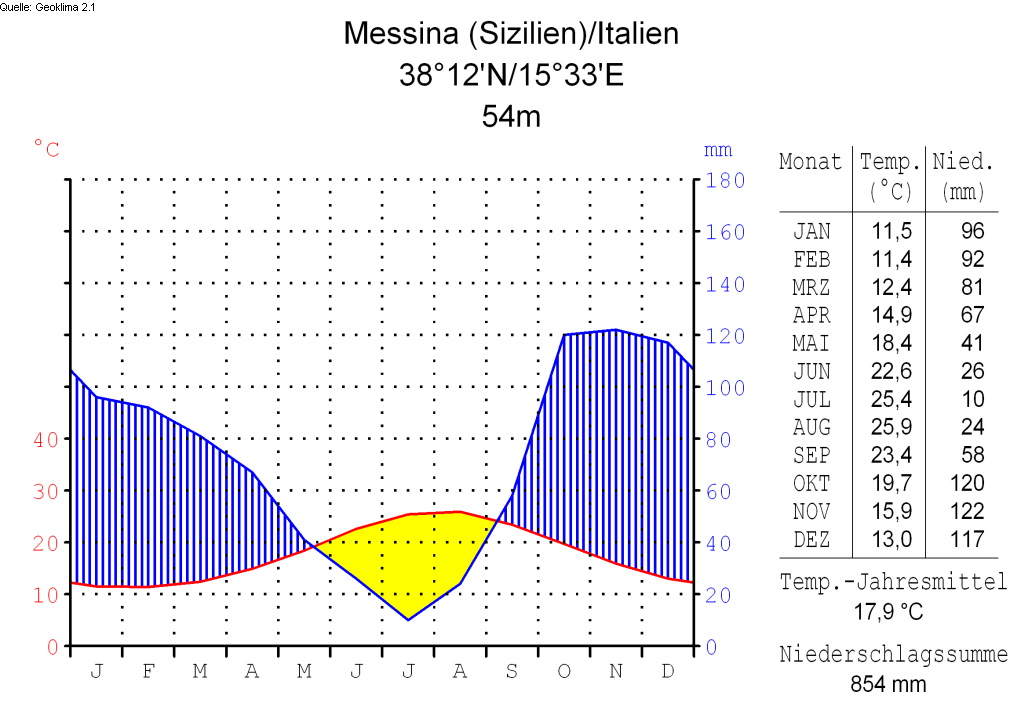
Klimadiagramm von Messina

## Flora und Fauna

### Pflanzen
Zu den vorherrschenden Pflanzen zählen Ginster, Wermut, Euphorbia und Erikagewächse, dazu Küchenkräuter, knapp 70 verschiedene Heilpflanzen und vor allem Kapernsträucher.
Die Baumvegetation setzt sich vorwiegend aus Pinien-, Johannisbrot-, Feigen-, Mandel- und Olivenbäumen zusammen. Seit den 1960er Jahren werden auch der Eukalyptus, die Akazie und an einigen Orten Steineichen gepflanzt. Eine seltene Baumart ist die Zwergpalme aus der Frühzeit der Inseln, die sich an steinigen Orten erhalten hat. Mit dem Klimawandel haben sich früher dominante Pflanzen wie der Ginster stark zurückgebildet.
Auf den vulkanischen Böden der Inseln wird die Rebsorte Malvasia di Lipari angebaut. Vegetationsreichste Insel ist auf Grund einer Süßwasserquelle und einer umweltfreundlichen Forstarbeit die Insel Salina.

### Tiere

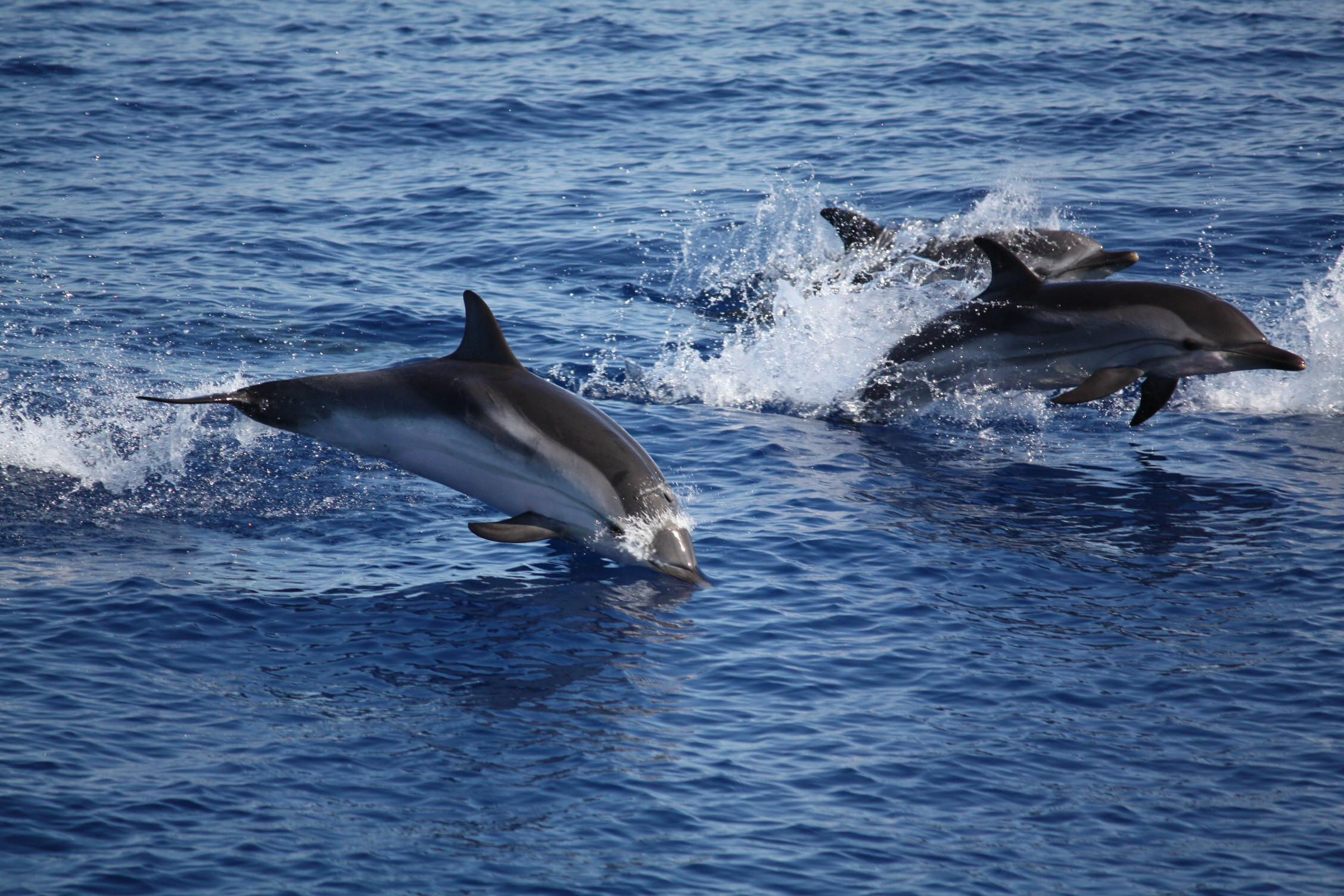
Streifendelfine bei den Liparischen Inseln

Zu den nennenswerten Tierarten zählen vor allem Zugvögel und Meerestiere. Auf einigen Inseln leben endemische Tierarten, z. B. auf den Felsen La Canna vor Filicudi, auf Faraglione bei Pollara/Salina und auf Strombolicchio bei Stromboli die weltweit einmalige Äolische Mauereidechse (Podarcis raffoneae).

## Geschichte
Die Liparischen Inseln sind seit dem 5. Jahrtausend v. Chr. bewohnt. Sie wurden vermutlich von Sizilien aus besiedelt. Im Neolithikum hatten die Liparischen Inseln Bedeutung als Lieferant von Obsidian. Die daraus resultierenden Handelskontakte sorgten für Wohlstand auf den Inseln. In der Kupferzeit ließ die Bedeutung der Inseln nach, der Obsidianhandel ging zurück und hatte wirtschaftlichen, kulturellen und demographischen Niedergang zur Folge. In der Bronzezeit, deren Beginn um 2200 v. Chr. angesetzt wird, erholten sich die Inseln, und es entstanden auf allen Hauptinseln, außer auf Vulcano, Dörfer mit runden und ovalen Hütten. Lagen diese in der 1. Phase der so genannten Capo-Graziano-Kultur (benannt nach dem Fundort Capo Graziano auf Filicudi) ungeschützt auf meist flachem Gelände, wurden die Dörfer in der 2. Phase (ab ca. 1700) auf natürlich gut geschützte Punkte verlegt. Funde mykenischer Keramik, von der die meisten Exemplare aus dem 16. und 15. Jahrhundert v. Chr. stammen, bezeugen Handelsbeziehungen mit dem östlichen Mittelmeerraum. Der Capo-Graziano-Kultur folgt um 1430 v. Chr. die Milazzese-Kultur, die Parallelen zur auf Sizilien verbreiteten Thapsos-Kultur offenbart. Siedlungen der Capo-Graziano-Kultur werden in dieser Periode meist weiter genutzt. Auch in den Schichten der Milazzese-Kultur fanden sich Importe ostmediterraner Herkunft. Um 1250 v. Chr. wurden die Siedlungen auf den Liparischen Inseln zerstört – vor allem auf Lipari sind dabei Brandspuren bezeugt –, einige kleinere Inseln wurden offenbar sogar entvölkert und blieben lange unbewohnt. Die größeren Inseln wurden von Neuankömmlingen bevölkert, deren Hinterlassenschaften sich klar von denen der früheren liparischen Kulturen unterschieden. Die Keramik und Gebäude mit Holzstützbalken haben Parallelen auf dem italienischen Festland. Nach späterer legendärer Überlieferung ließen sich Ausonen aus Mittelitalien auf den Inseln nieder, die möglicherweise mit den Neuankömmlingen identisch sind. Daher werden die Funde aus der Zeit zwischen ca. 1250 und 850 v. Chr. in der Forschung als „ausonisch“ bezeichnet. Der Anführer der Ausonen, König Liparos, soll der Überlieferung nach namengebend für die Inselgruppe gewesen sein.
Im 5. Jahrhundert v. Chr. kamen dorische Siedler aus Knidos und Rhodos. Die Liparischen Inseln waren zu dieser Zeit mit Syrakus verbündet und wurden deshalb von Streitmächten aus Athen angegriffen und geplündert. In den folgenden Jahrhunderten kämpften Griechen und Karthager um die Vorherrschaft. 252 v. Chr. nahmen die Römer die Inseln ein. Im 3. Jahrhundert n. Chr. wurde auf Lipari die erste christliche Kirche errichtet.
416 wurden die Inseln zum Exil für den Usurpator Priscus Attalus, der hier bis zu seinem unbekannten Lebensende würdig untergebracht war.

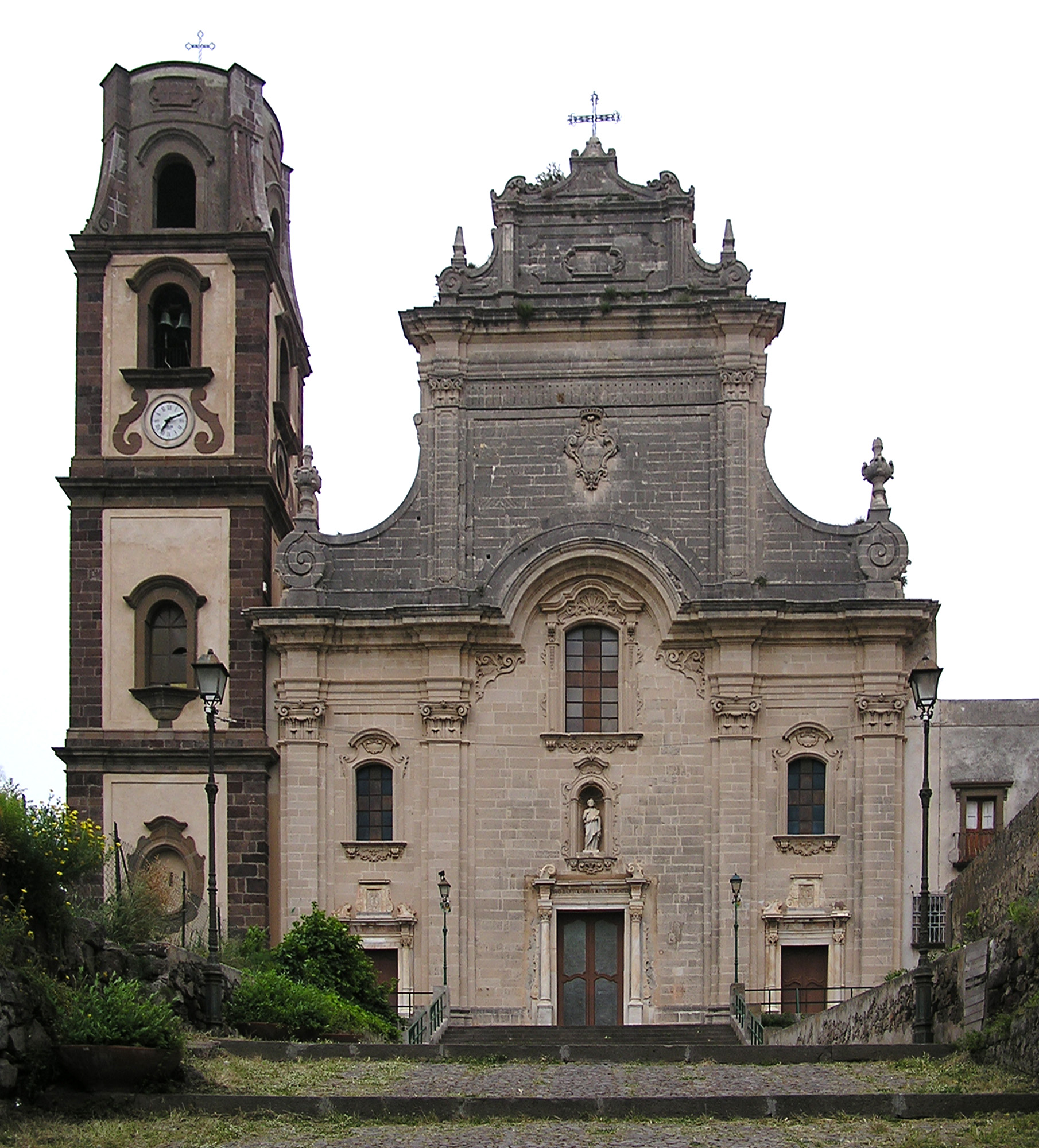
Kirche San Bartolomeo

Nach dem Zusammenbruch des römischen Reiches dienten die Liparischen Inseln als Unterschlupf für Piraten, und die Bevölkerung verarmte. Unter der Herrschaft der Araber auf Sizilien ab dem 9. Jahrhundert waren sie militärischer Vorposten der neuen Eroberer. Unter der Herrschaft der Normannen im 11. Jahrhundert blühte der Wohlstand wieder auf. Im Auftrag von Roger I. wurden auf Lipari ein Benediktinerkloster und die Kirche San Bartolomeo errichtet. Auf Salina entstanden kleine Städte.
1544 eroberte der osmanische Seefahrer Khair ad-Din Barbarossa die Liparischen Inseln und verschleppte fast die gesamte Bevölkerung Liparis in die Sklaverei. Im 17. Jahrhundert wurden die Inseln unter der Obhut der katholischen Kirche erneut besiedelt. Im 19. Jahrhundert sorgte der Handel mit Sizilien und dem italienischen Festland (Fisch, Wein, Keramik und Bimsstein) erneut für wirtschaftlichen Aufschwung, bis 1888 der Ausbruch des Vulcano vielen Inselbewohnern ihre Existenzgrundlage zerstörte. Über ein Drittel der Bevölkerung wanderte zwischen 1900 und 1950 nach Amerika und Australien aus.
Wie Ponza, Ventotene und die Tremiti-Inseln dienten auch die Liparischen Inseln während des Faschismus als bevorzugtes Verbannungsziel (confino) für Tausende von Antifaschisten. Nach dem Kriegseintritt Italiens im Juni 1940 richtete das faschistische Regime 1941 am selben Standort ein Internierungslager (campo di concentramento) ein. Kurz darauf verfügte das Innenministerium die Deportation von „kommunistischen Ex-Jugoslawen“. Im November und Dezember 1941 trafen Männer und einige Frauen aus Montenegro, Dalmatien, Albanien und Slowenien auf Lipari ein. Im Dezember 1941 und im Juni 1943 war das Lager mit 383 bzw. 289 Insassen belegt. Einen Monat später wurde das Lager geschlossen.
1949 bewirkte der Film Stromboli erneut Interesse an den Liparischen Inseln, und der seit Mitte des 20. Jahrhunderts einsetzende Tourismus verbesserte den Wohlstand der Inselbewohner. Der Film Der Postmann verstärkte den Trend. Seit den 1990er Jahren leben die Bewohner in erster Linie vom Tourismus und vom Erhalt der Ferienhäuser wohlhabender Norditaliener. Auf den Inseln Filicudi und Salina haben sich Persönlichkeiten aus Film, Fotografie und Literatur niedergelassen. Alicudi ist von deutschen Zuwanderern geprägt.

## Mythologie
Einige griechische und römische Autoren sahen eine der Inseln als Sitz des mythischen Windgottes Äolus (altgriechisch Ἄιολος Aiolos, lateinisch Aeolus) an, weswegen sich der Name Äolische Inseln einbürgerte.
Äolus wurde von Zeus als Verwalter der Winde eingesetzt und lebte auf der Insel Aiolia. Er beherbergte Odysseus auf seinen Irrfahrten und überreichte ihm vor der Weiterfahrt einen Sack, in dem die ungünstigen Winde gebannt waren. Da die Gefährten von Odysseus, als dieser schlief, den Sack verbotenerweise öffneten, wurden sie durch schwere Stürme nach Aiolia zurückgetrieben.

## Verwaltung
Die Liparischen Inseln, auf denen knapp 14.000 Bewohner (Liparoten) leben, gehören zur italienischen Metropolitanstadt Messina.
Auf der verwaltungstechnisch eigenständigen Insel Salina liegen die drei Gemeinden Santa Marina Salina, Malfa und Leni.
Die anderen sechs Inseln Alicudi, Filicudi, Lipari, Panarea, Stromboli und Vulcano bilden zusammen die Gemeinde Lipari mit dem gleichnamigen Hauptort.

## Infrastruktur

### Verkehr

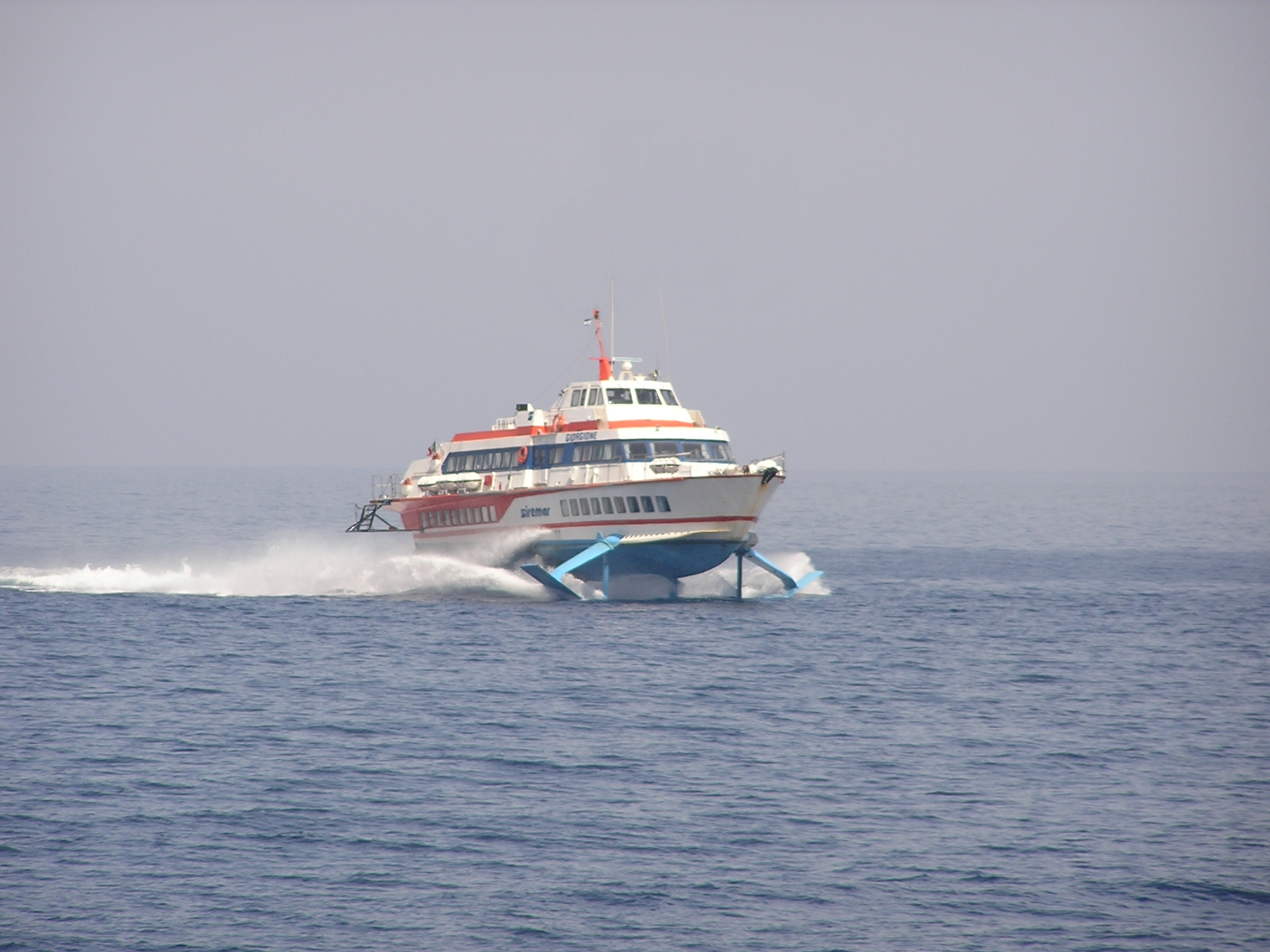
Fähre der Liparischen Inseln

Mehrmals wöchentlich fährt eine Fähre von Neapel zu den Inseln und weiter nach Milazzo. Zusätzlich verkehren im Sommer zweimal täglich Tragflächenboote von und nach Neapel.
Zweimal täglich (nur Juni bis Anfang September) fahren Tragflächenboote nach Palermo. Mehrmals täglich bestehen Verbindungen per Tragflächenboot nach Milazzo und im Sommer nach Messina. In der Sommersaison verkehrt eine Fähre der Gesellschaft Ustica Lines zwischen Palermo und den Liparischen Inseln.
Auf den Inseln Lipari, Vulcano und Salina gibt es regelmäßigen Busverkehr. Auf den kleineren Inseln dienen Dreirad-Lieferwagen und gelegentlich noch Esel und Maultiere als Transportmittel.

### Energie und Trinkwasser
Die elektrische Energie wird auf allen Inseln von dieselbetriebenen Kraftwerken erzeugt.
Auf Stromboli wurde für den Ort Ginostra vom italienischen Energieversorger Enel eine Solaranlage errichtet, die mittels der Photovoltaiktechnik 150 000 Kilowattstunden Strom pro Jahr erzeugt. Sie wurde von der EU mitfinanziert. Sie ist seit etlichen Jahren (geschrieben 2021) nicht mehr funktionsfähig, der Strom wird seither von einem Dieselgenerator erzeugt, dessen Treibstoff per Hubschrauber eingeflogen wird.
Auf Salina befindet sich eine Windkraftanlage.
Auf Lipari befindet sich eine Meerwasserentsalzungsanlage. Die Trinkwasserversorgung erfolgt mehrmals wöchentlich mit Tankschiffen vom Festland aus.

### Wirtschaft

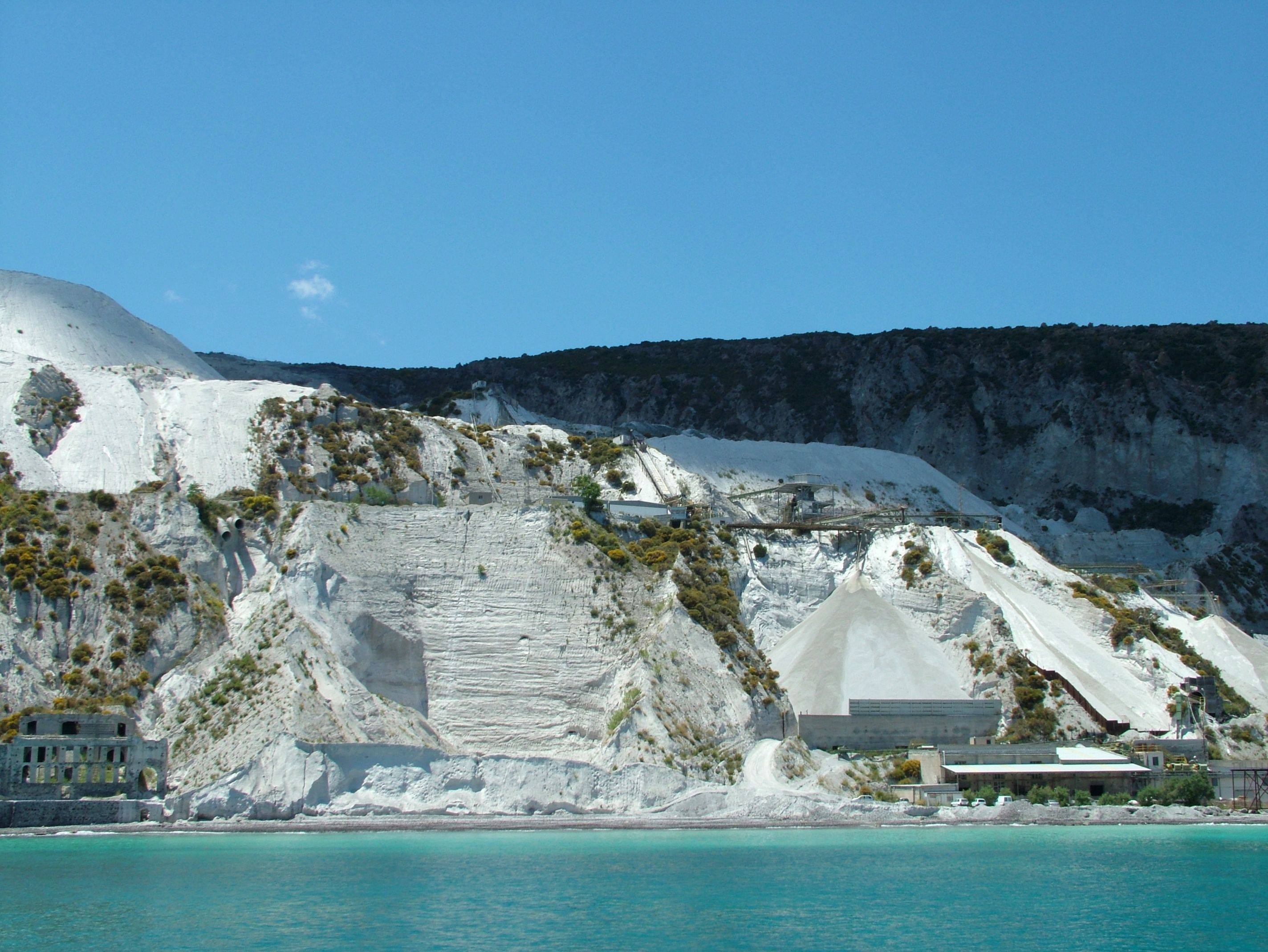
Bimssteingewinnung auf Lipari

Bis Mitte des 20. Jahrhunderts waren Landwirtschaft, Fischfang und Bimssteingewinnung bescheidene Haupterwerbsquellen auf den Liparischen Inseln.
Die Bimssteingewinnung ist wegen der Erhebung der ganzen Inselgruppe zum Weltnaturerbe auf Druck der UNESCO auf Lipari eingestellt worden. Dadurch gingen ca. 300 Arbeitsplätze verloren, die nicht direkt ersetzt wurden.
Eine wichtige wirtschaftliche Rolle spielen nach wie vor der Fischfang (Schwertfisch, Sardinen, Langusten, Muscheln), die Produktion des Dessertweins Malvasia delle Lipari sowie der Export von Kapern vorwiegend nach Australien und Japan.
Von 1950 an begann sich langsam der Tourismus zu entwickeln, der inzwischen wichtigste Erwerbsquelle der Insulaner ist. In den Monaten Juli und August übersteigt die Zahl der Touristen deutlich die Zahl der Inselbewohner.

## Bildung
Bis Mitte des vorigen Jahrhunderts betrug der Anteil der Analphabeten bis zu 90 % der Bevölkerung. Inzwischen gibt es auf allen Inseln Grundschulen und auf Lipari ein Gymnasium mit verschiedenen Zweigen. Für Studenten an der Universität Messina wurde eine eigene Schnellbootverbindung eingerichtet. Kinder der Inseln Alicudi und Filicudi bleiben jedoch im Winterhalbjahr von der Mittelschule abgeschnitten.

## Kultur

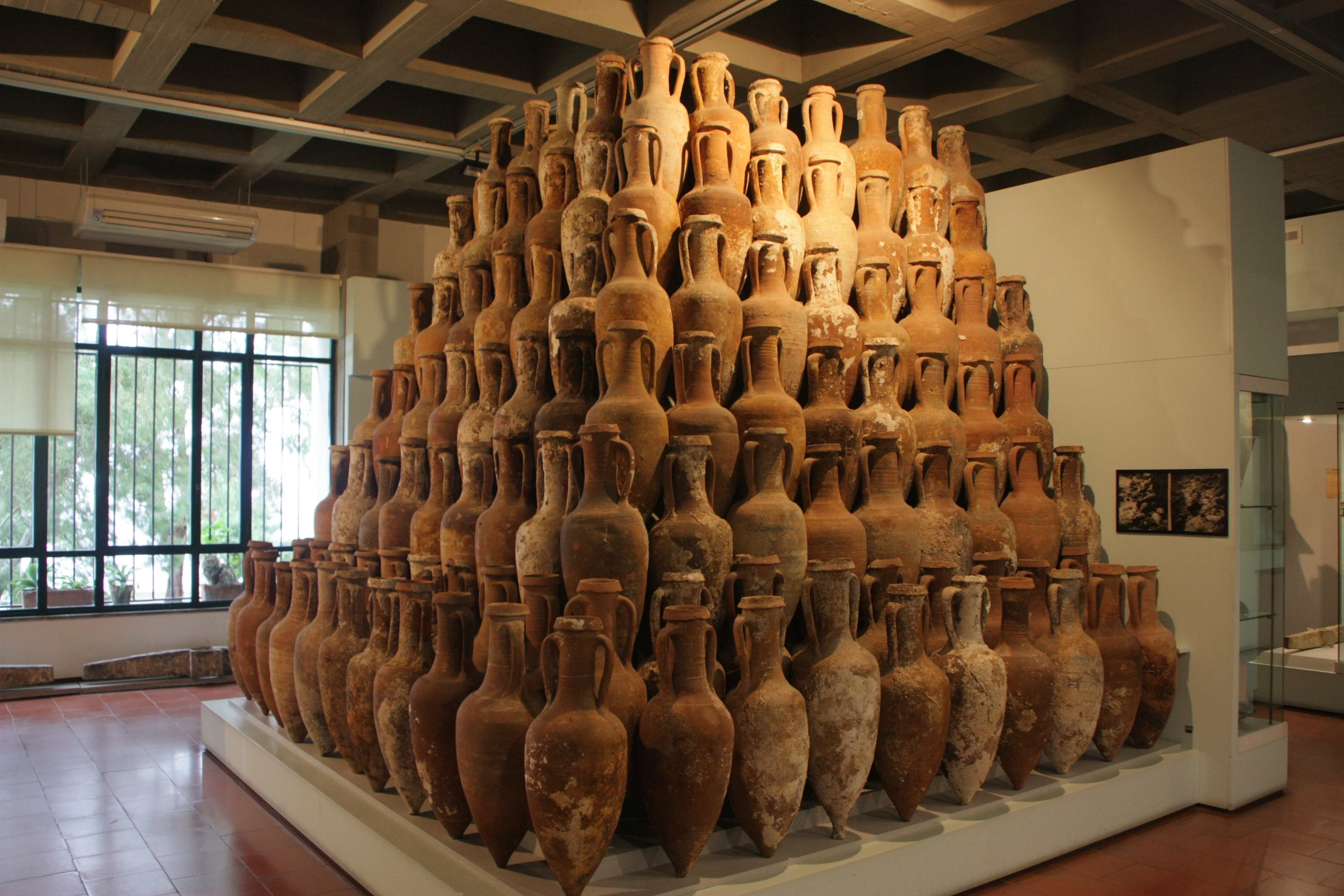
Amphoren im Archäologischen Museum in Lipari

### Museen
Auf Lipari befindet sich ein archäologisches Museum, das Museo Archeologico Eoliano, das in einer prähistorischen und in einer klassischen Abteilung die Geschichte der Inseln dokumentiert. Zusätzlich gibt es eine vulkanologische Abteilung, die den geologischen Aufbau der Inseln veranschaulicht. Auf Salina informiert das Museo dell’Emigrazione Eoliana über das Schicksal der Auswanderer zu Beginn des vorigen Jahrhunderts.

### Film

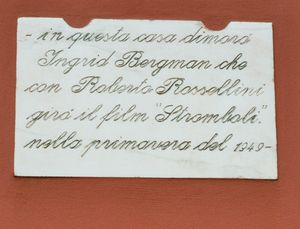
Gedenktafel an die Dreharbeiten zum Film Stromboli

Die Landschaft der Liparischen Inseln diente mehrmals als Kulisse international bekannter Filme.
- 1949 drehte Roberto Rossellini auf der Insel Stromboli den gleichnamigen Film Stromboli. Eine Gedenktafel erinnert an die Dreharbeiten.
- Zur selben Zeit entstand der Film Vulcano auf der gleichnamigen Insel unter der Regie von William Dieterle.
- Michelangelo Antonioni drehte 1960 auf Lisca Bianca den Film Die mit der Liebe spielen.
- 1984 entstand auf Salina unter der Regie der Brüder Taviani die Literaturverfilmung Kaos.
- 1993 drehte Nanni Moretti eine Episode seines Films Liebes Tagebuch auf den Liparischen Inseln.
- 1994 wurde auf Salina Michael Radfords Literaturverfilmung Der Postmann gedreht.

### Brauchtum
Schutzheiliger der Liparischen Inseln ist der Apostel Bartholomäus, dem zu Ehren mehrmals im Jahr Prozessionen stattfinden. Am 13. Februar wird der Ankunft seiner Reliquien auf Lipari gedacht. Am 24. August wird sein offizieller Gedenktag gefeiert. Am 16. November werden Prozessionen zum Dank dafür veranstaltet, dass die Inseln bei einem schweren Erdbeben 1693, das große Teile Siziliens zerstörte, weitgehend verschont blieben.
Daneben hat jede der sieben Inseln ihre eigenen Veranstaltungen. So findet z. B. auf Salina am ersten Juniwochenende das Fest Sagra del cappero (Kapernfest) statt, auf Lipari im November das Fest Sagra del vino e del pane (Wein- und Brotfest). Ebenfalls auf Lipari wird von Juli bis September das Festival Estate Eoliana mit Musik-, Theater- und Tanzaufführungen veranstaltet. Auf Filicudi findet am 3. August das Fest zu Ehren von Santo Stefano dem Schutzheiligen der Insel statt und Ende Juli eine Biennale lokaler Literatur.

## Umwelt

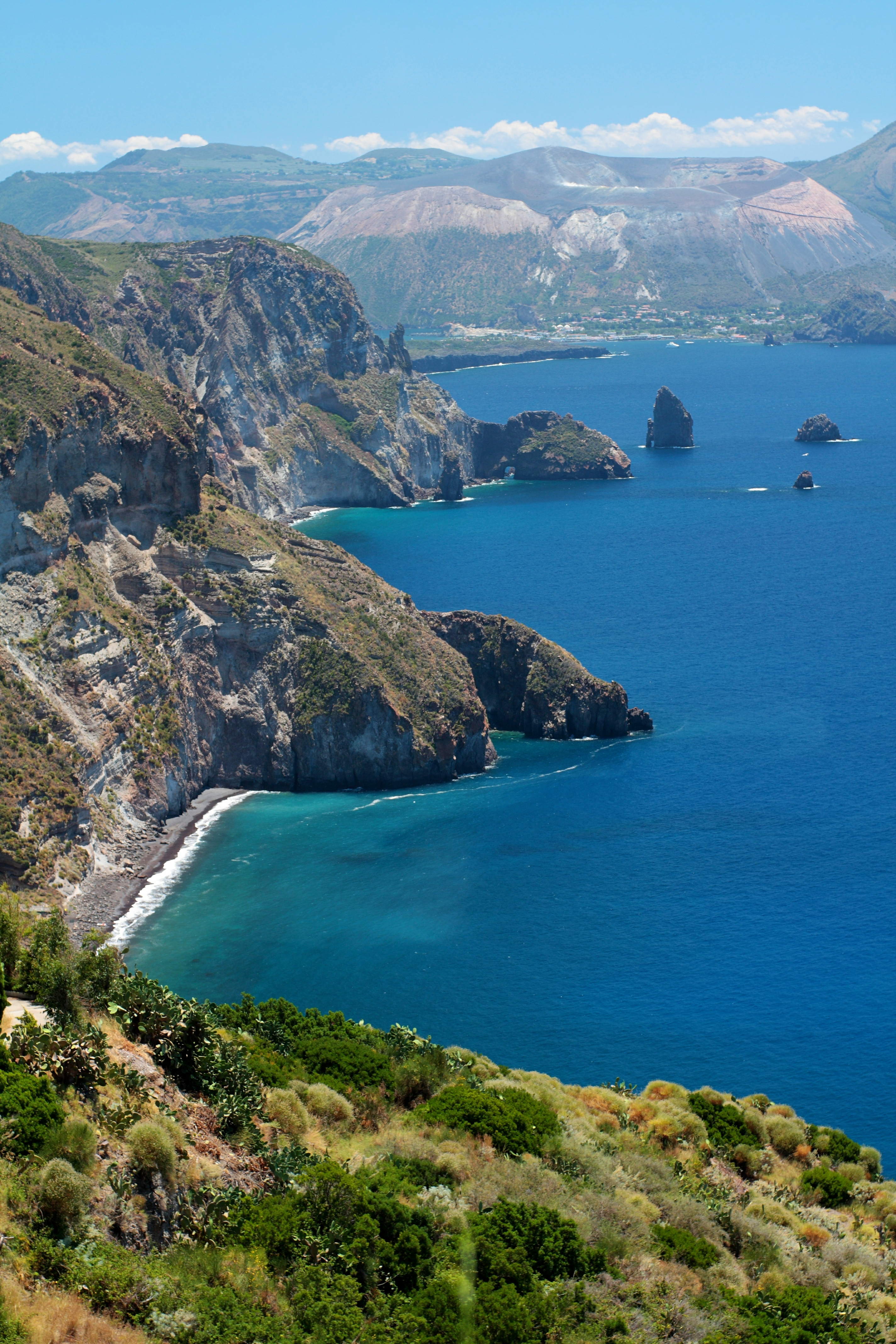
Küstenabschnitt der Liparischen Inseln

Im Vergleich zu Sizilien und zu anderen süditalienischen Regionen hat sich auf den Liparischen Inseln schon bald das Bewusstsein für eine intakte Umwelt entwickelt. Zu Beginn der 1970er Jahre wurde das Comitato Ecologico (Komitee für Umweltschutz) eingerichtet, um das ökologische Gleichgewicht der Inseln zu wahren. Mehr als anderswo in Süditalien wird auf den Liparischen Inseln auf ordnungsgemäße Mülltrennung und Müllentsorgung sowie auf sparsamen Wasserhaushalt geachtet. Auf den Inseln Alicudi, Filicudi, Panarea, Stromboli, Vulcano und Salina wurden große Naturreservate angelegt. Auf der Insel Filicudi ist eine WildLife-Station entstanden, die sich um kranke Meeresschildkröten und Delfine kümmert und im Sommer Umweltkurse und Exkursionen für Kinder anbietet.